# Mieczysław Czuma
Mieczysław Józef Czuma (ur. 17 października 1936 w Krakowie) – polski dziennikarz, publicysta, poeta; autor i współautor popularnych książek o Krakowie, jego historii i mieszkańcach.

## Życiorys
Jest absolwentem I LO im. Bartłomieja Nowodworskiego (matura 1954) i studiów polonistycznych na Uniwersytecie Jagiellońskim (dyplom 1959). Polonista, uczeń Stanisława Pigonia, Juliusza Kleinera, Zenona Klemensiewicza. Był przewodniczącym Rady Okręgowej Zrzeszenia Studentów Polskich w Krakowie (1964–1967), zastępcą redaktora naczelnego Ośrodka Telewizyjnego w Krakowie (1967–1973), redaktorem naczelnym tygodnika „Przekrój” (1973–2000). Organizator Juwenaliów 600-lecia Uniwersytetu Jagiellońskiego (1964), pierwszego w świecie pochodu jamników (1973), Kanclerz Tajnej Rady 400-lecia spławienia stolicy z Krakowa do Warszawy (1996). W latach 1964–1968 radny Rady Narodowej m. Krakowa, od 1978 członek założyciel Społecznego Komitetu Odnowy Zabytków Krakowa (SKOZK). W latach 1986–1989 był członkiem Ogólnopolskiego Komitetu Grunwaldzkiego.
Inicjator powstania „krakauerologii”, tj. nauki o wyższości Krakowa nad resztą świata.
Od 1960 należał do Polskiej Zjednoczonej Partii Robotniczej, w latach 1965–1968 był członkiem Komitetu Wojewódzkiego PZPR w Krakowie.

## Odznaczenia
- Krzyż Kawalerski Orderu Odrodzenia Polski
- Krzyż Komandorski Orderu Odrodzenia Polski (grudzień 2000)

## Nagrody
- Laureat nagrody Klubu Publicystów Międzynarodowych SDP (1978)
- Nagroda Miasta Krakowa (1984)
- Nagroda włoskiego miesięcznika „Scena Illustrata” (1984)

## Wybrana bibliografia podmiotowa
- Przyczynek do epopei, 1970, wiersze
- Siódmy kontynent, 1988, reportaże
- Austriackie gadanie, czyli Encyklopedia Galicyjska, 1998 (współautor: Leszek Mazan)
- Pępek świata nazywa się Kraków, 2000 (współautor: Leszek Mazan), ISBN 83-85931-07-4
- Opowieści z krainy centusiów, 2001 (współautor: Leszek Mazan)
- Jacy? Tacy !, 2002, (współautor: Leszek Mazan)
- Maczanka krakowska, czyli świat z pawim piórem, 2004 (współautor: Leszek Mazan)
- Poczet serc polskich, 2005 (współautor: Leszek Mazan), ISBN 83-85931-15-5
- To jest Kraków, mości książę!, 2007 (współautor: Leszek Mazan, Michał Kozioł), ISBN 978-83-85931-16-4
- Madame, wkładamy dziecko z powrotem, 2009 (współautor: Katarzyna Siwiec, Leszek Mazan)
- Węgierska Małopolska, 2011, przekład na j. węgierski 2012, (współautor: Katarzyna Siwiec)
- Krakowskie abecadło, 2012, wiersze dla dzieci (ilustracje: Kazimierz Wiśniak) ISBN 978-83-85931-28-7
- Tate, jedziemy do Krakowa, 2015 (współautor: Leszek Mazan)
- Smoczy apetyt: Opowieść o krakowskiej kuchni, 2022 (współautor: Leszek Mazan), ISBN 978-83-8138-613-5